# Harefield
Harefield – wieś Londynu, leżąca w gminie London Borough of Hillingdon. W 2011 miejscowość liczyła 7399 mieszkańców. Harefield jest wspomniana w Domesday Book (1086) jako Herefelle.